# Fortuna Arena

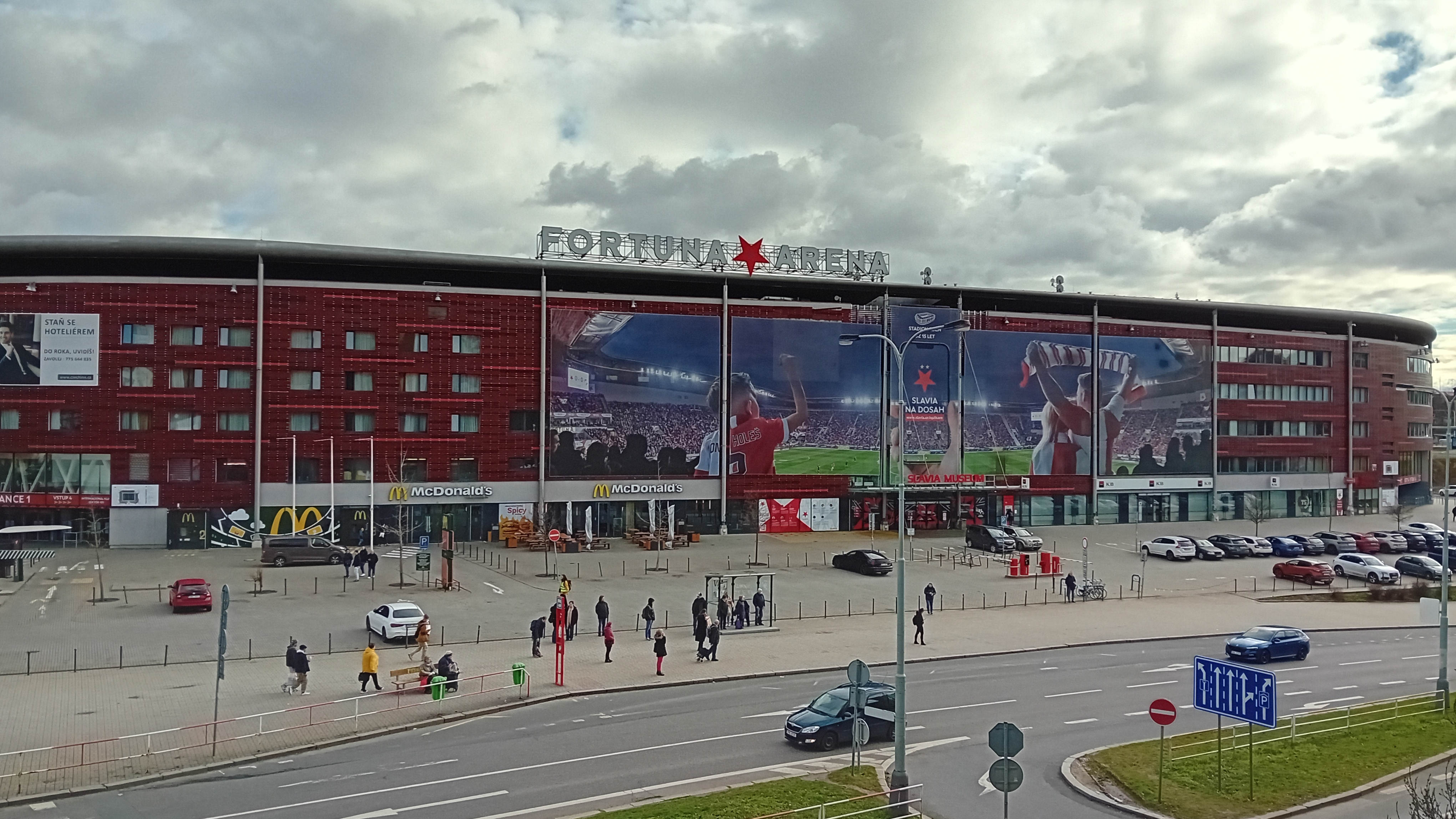
Venkovní pohled na stadion v roce 2024

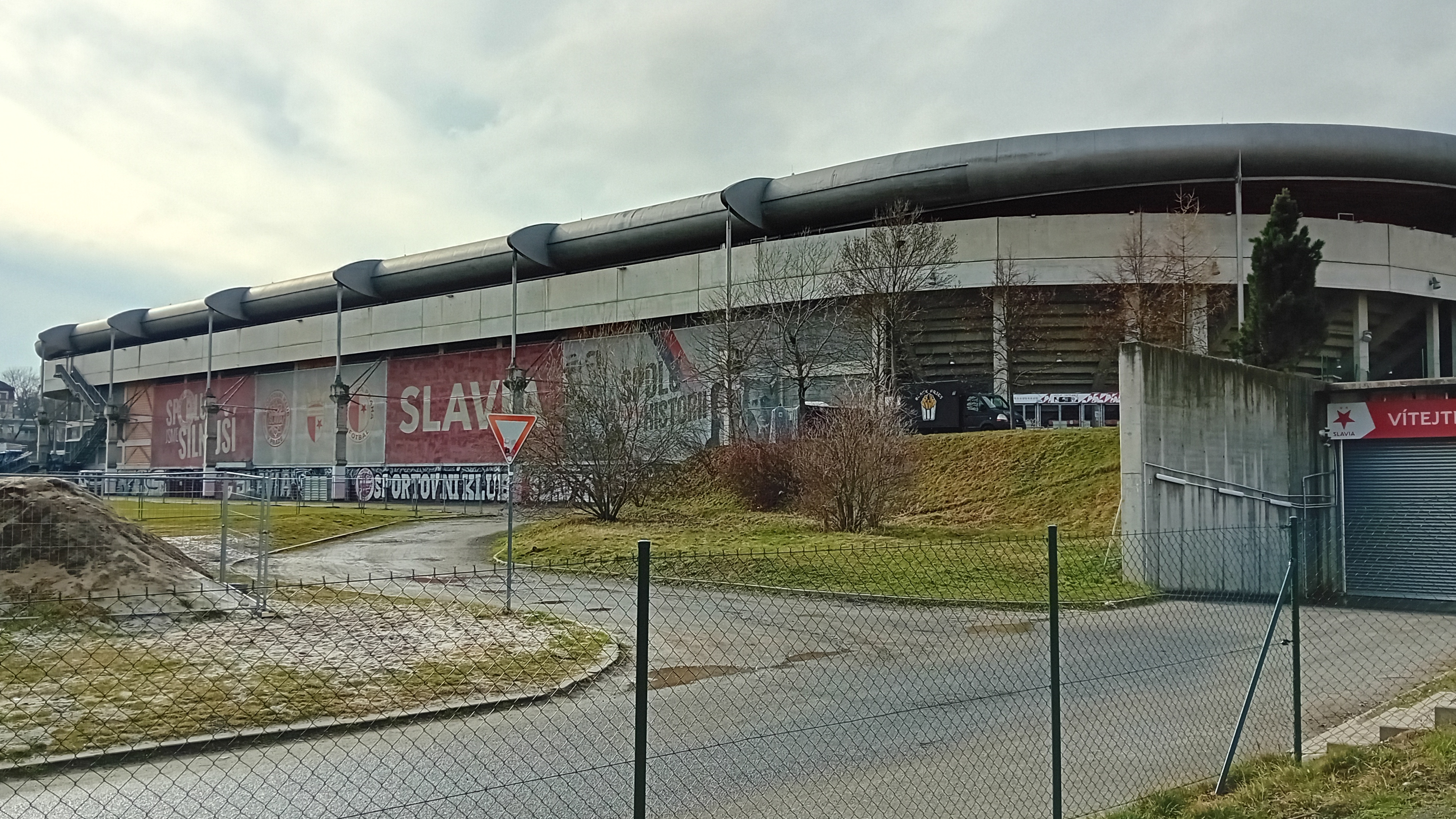
Zadní pohled na stadion

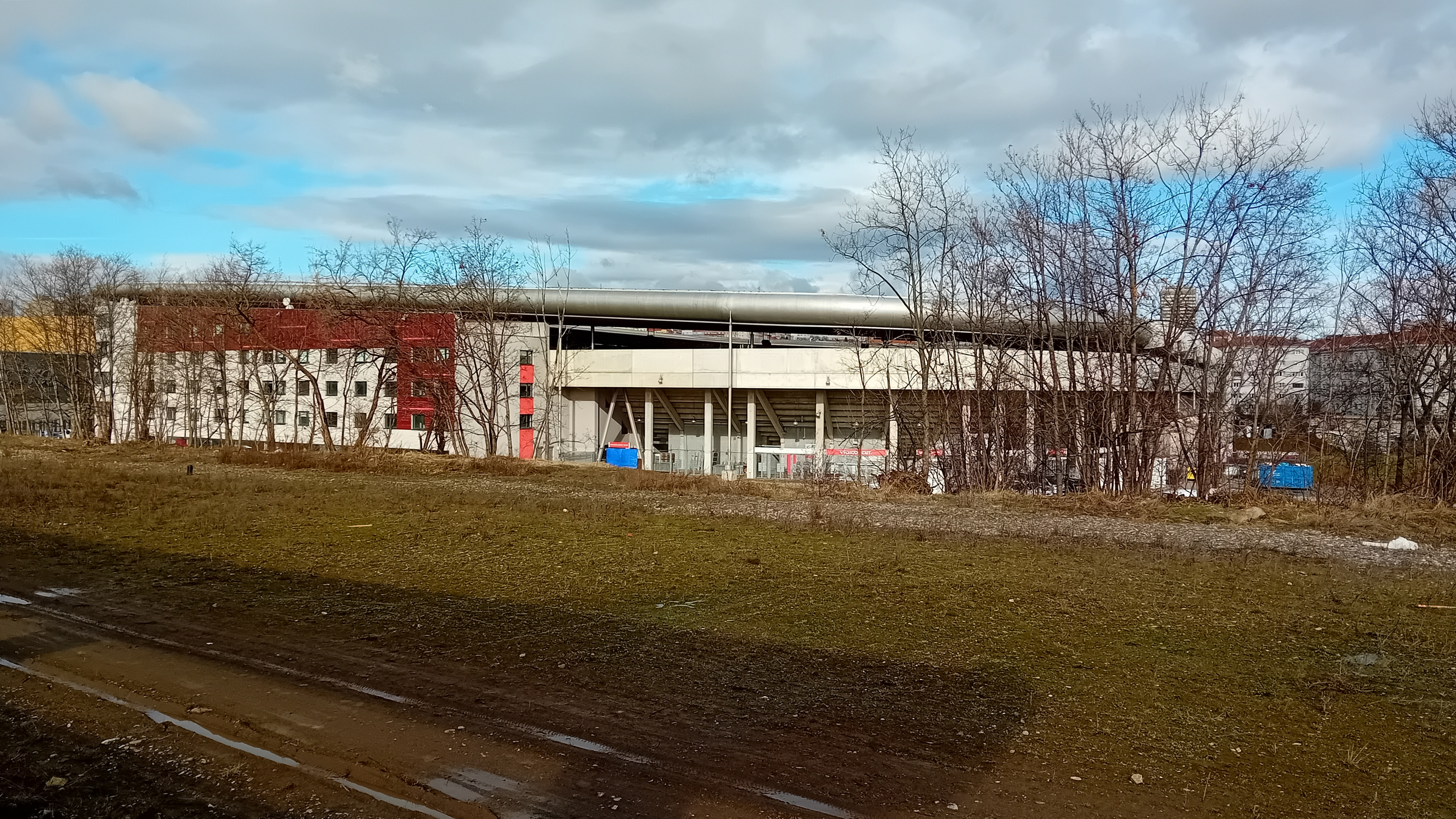
Pohled na stadion od železniční zastávky

Fortuna Arena je fotbalový stadion v pražských Vršovicích na ulici Vladivostocká a U Slavie na Praze 10 v oblasti takzvaného Edenu. S kapacitou 19 370 sedících diváků je to největší a nejmodernější fotbalový stadion v Česku. Na stadionu hraje své domácí zápasy tým SK Slavia Praha, hrají se zde ale i některé zápasy české fotbalové reprezentace a konají se zde i další sportovní a kulturní akce.
V sezonách 2010/11 a 2011/12 byl stadion také domovským stánkem pro tým Bohemians 1905, který kvůli nevyhovujícím podmínkám nemohl hrát na svém stadionu v Ďolíčku. V roce 2011 zde odehrála své domácí zápasy Viktoria Plzeň v rámci Ligy mistrů proti Kodani (4. předkolo), Borisovu, Barceloně a Milánu (skupina H).
Od července 2022 nese stadion sponzorský název společnosti Fortuna.

## Název
Již při výstavbě probíhala jednání o případném prodeji práv na pojmenování stadionu, komerční název však stadion získal až jedenáct měsíců po otevření, kdy na základě smlouvy se společností Synot získal stadion od 1. dubna 2009 název Synot Tip Aréna.
Smlouva o pojmenování byla ukončena k 30. červnu 2012, načež se na základě ankety rozhodl nový majitel stadion pojmenovat názvem Eden Aréna.
V roce 2013 pak majitel opět uzavřel sponzorskou smlouvu se společností Synot a stadion opět získal název Synot Tip Aréna.
Na konci ligového ročníku 2014/2015 však tato smlouva vypršela, a stadion se tedy vrátil k názvu EDEN ARÉNA (oficiálně takto velkými písmeny).
V listopadu 2018 oznámila Slavia, že rozhodující vlastnický podíl v klubu (a ve společnosti Eden Arena, na kterou je vlastnictví stadionu vedeno) odkoupila čínská společnost Sinobo Group, přičemž stadion byl přejmenován na Sinobo Stadium. O dva roky později vyšlo najevo, že podíl ve skutečnosti převeden nebyl a oficiálně byl majoritním vlastníkem i nadále CITIC Group.
V červenci 2022 se generálním partnerem Slavie stala sázková společnost Fortuna a stadion získal nový sponzorský název Fortuna Arena.

## Stavba a otevření
Na místě dnešního stadionu stál od roku 1953 předchozí stadion (Stadion Dr. Václava Vacka, od roku 1990 Stadion Eden). Od 60. let bylo zřejmé, že tento stadion  nenabízí divákům dostatečný a komfort přestává a vyhovovat požadavkům, a objevily se myšlenky na jeho rekonstrukci. Byl vypracován projekt na výstavbu nového stadionu, nejmodernějšího v republice, s kapacitou 50 000 diváků. Náklady ve výši 150 milionů Kčs měl uhradit Československý svaz tělesné výchovy, vystavba měla být zahájena v roce 1968, k otevření mělo dojít v roce 1973. Vzhledem ke společenským změnám po srpnu 1968 k zahájení výstavby fotbalového stadionu nedošlo. Bylo vypracováno několik dalších projektů, ale připravy se kvůli administrativním problémům protahovaly.  Teprve roce 1988 měla Slavia konečně územní rozhodnutí, projekt i peníze od magistrátu a výstavba mohla začít. Jako první krok byla stržena východní tribuna starého stadionu. Společenské změny po pádu komunistického režimu v roce 1989 však stavbu zbrzdily a nakonec byl projekt nového stadionu úplně zrušen pro nedostatek financí. Bylo připraveno několik dalších projektů, ale Slavia nebyla schopna získat dostatečné množství finančních prostředků a také nastaly právní problémy – pozemky v Edenu byly vlastněné státem a jejich převod na Slavii se protahoval, situaci také komplikovaly nevypořádané restituční nároky Colloredo-Mansfeldů. V roce 1997 koupila Slavii britská investiční společnost ENIC, a deklarovala, že vybudování nového stadionu je její prioritou.
Příprava nového výstavby nového stadionu se však protahovala. V květnu 2002 nabylo právní moci územní rozhodnutí, které povolilo výstavbu stadionu. 1. ledna 2003 nabyl účinnosti zákon, umožňující převést pozemky v Edenu na Slavii, definitivně byl převod dotažen v květnu téhož roku. V letech 2003 až 2004 byl zbourán starý stadion v Edenu a v květnu 2004 Slavia získala stavební povolení na výstavbu nového, nedařilo se ale sehnat finanční prostředky. Teprve v září 2006 se podařilo financování stavby dořešit, a výstavba nové multifunkční arény započala.
Investorem stavby stadionu byla firma E Side Property Limited, která byla založena právě pro tento účel a v níž měli spolumajitelé stejné akcionářské podíly jako v SK Slavia Praha – fotbal a. s. Projektovým manažerem stavby byla firma ARCADIS Project Manager, s.r.o., a hlavním zhotovitelem firma Hochtief CZ, a. s. Projektantem a zároveň architektem byl Martin Kotík, architekty dále byli Daniel Dvořák a Leoš Zeman. Stavbyvedoucím byl Michal Přibil. Hlavní architekt Kotík však s výslednou podobou stadionu zcela spokojen není, neboť se podle něj finální podoba kvůli značnému šetření v závěru výstavby hodně liší od původních představ.
Stadion byl slavnostně otevřen 7. května 2008 exhibičním zápasem proti týmu Oxford University A.F.C., což byl první anglický tým, proti kterému v historii Slavia hrála (zápas hraný 28. března 1899 na Letné, Slavia prohrála 5:0). Zápas hraný na dvakrát 35 minut zahájil slavnostním výkopem František Veselý, za Slavii kromě hráčů současného kádru nastoupila řada slavných hráčů klubové historie. Slavia v tomto zápase zvítězila 5:0 (branky: 2. Vladimír Šmicer, 6. Pavel Kuka, 38. Marek Jarolím, 53. Jaroslav Černý, 67. Ivo Knoflíček), přihlíželo 14 618 diváků.
První soutěžní zápas se na stadionu hrál 17. května, kdy zde v posledním kole 1. Gambrinus ligy 2007/2008 Slavia remizovala s Jabloncem 2:2, čímž před vyprodaným stadionem získala mistrovský titul.

## Vlastník
V roce 2011 se po odkoupení londýnské firmy Eden Sport Investments Limited, mateřské společnosti firmy E Side Property, stala většinovým vlastníkem stadionu investiční skupina Natland Group, která o něco dříve zachránila před krachem také Slavii.
V roce 2013 vložila společnost E Side Property stadion do akciové společnosti VINET Invest, jejímž byla jediným akcionářem (tržní hodnota stadionu byl znalecky oceněna na 342 milionů Kč); tato společnost se následně v září 2014 přejmenovala na Eden Arena, a.s. (přičemž jejím majoritním akcionářem byla v té době kyperská společnost Copperbow Assets Limited).
Po letech, kdy nebylo jasné, kdo je konečným vlastníkem stadionu, odkoupil společnost vlastnící stadion 17. dubna 2017 vlastník Slavie, společnost CEFC. V únoru 2018 přinesla média zprávu, že si CEFC vzala krátkodobý bankovní úvěr u banky J&T, a Eden použila jako zástavu, aby získala výhodnější podmínky úvěru. V květnu 2018, kdy došlo k vyostření sporu mezi CEFC a J&T ohledně splácení úvěru, J&T stadion krátce převzala. CEFC poté dluh splatila a stadion se jí vrátil. V listopadu 2018 oznámila Slavia, že se jejím majoritním vlastníkem (a vlastníkem společnosti Eden Arena) stala čínská společnost Sinobo; o dva roky později však vyšlo najevo, že k převodu nedošlo a majoritním vlastníkem společnosti Eden Arena byl i nadále původní CITIC Group.
V prosinci 2023 koupil stadion (spolu s 99,98% podílem v klubu) český podnikatel Pavel Tykač.

## Poloha
Stadion leží mezi ulicemi Vladivostocká, U Slavie v pražských Vršovicích na Praze 10 v oblasti takzvaného Edenu, dále pak mezi tréninkovými plochami a železniční tratí se zastávkou Praha-Eden, jenž byla otevřena v prosinci 2020. Nedaleko stadionu se též nachází tramvajová zastávka na trati Otakarova - Vinice. Naproti stadionu leží Nákupní centrum Eden.

## Kapacita, vybavení stadionu

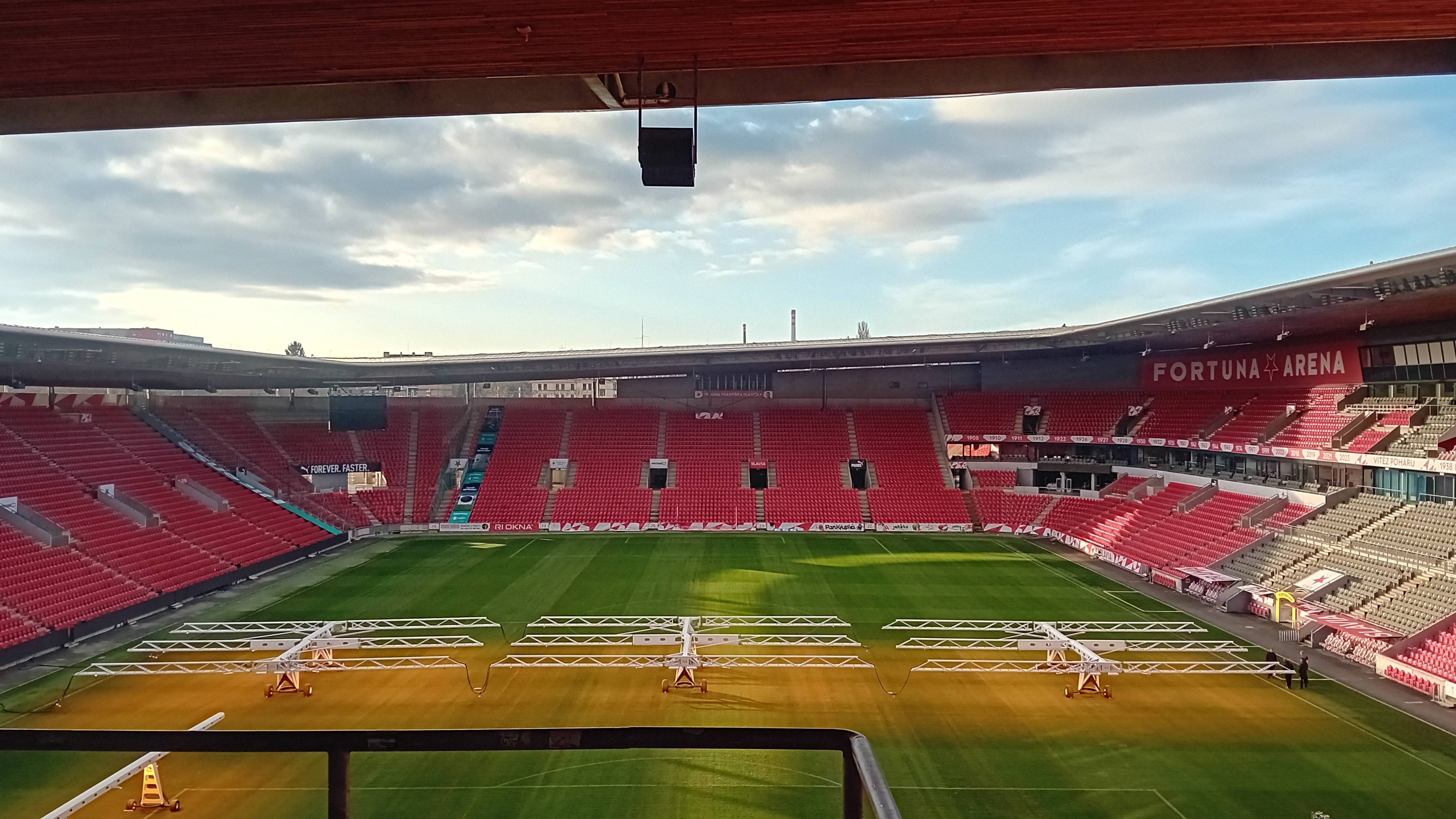
Interiér fotbalového stadionu

Stadion dříve pojmul 20 232 sedících diváků, později byla kapacita snížena na 19 370 sedících diváků, jsou zde vybudovány VIP boxy (celkem 40 boxů s 400 místy, boxy jsou chráněny nerozbitným sklem) a také sektor pro invalidy, který pojme 42 diváků a dalších 42 jako doprovod. Pro příznivce hostujícího týmu jsou v jihovýchodním rohu stadionu vyčleněny sektory s celkovou kapacitou 1210 míst (200 z nich se zhoršeným výhledem kvůli plotům a velkoplošné obrazovce).
Hřiště je vyhříváno a září na něj světlo o intenzitě 1400 luxů. Podzemní parkoviště pojme 1300 automobilů, dále jsou zhotovena stání pro autobusy (celkem 25), další plochy pro autobusy fotbalových týmů a také speciální plochy pro VIP hosty. Stadion je vybaven velkoplošnými obrazovkami v rozích stadionu o rozměrech 5×7 metrů. Z vnějšího okraje stadionu je dostupný fanshop Slavie, restaurace, fastfood McDonald’s nebo pobočku Komerční banky.
V hlavní tribuně stadionu bylo 1. listopadu 2018 otevřeno Slavia Museum, jediné fotbalové muzeum v Česku.
V severním křídle stadionu funguje čtyřhvězdičkový Iris Hotel Eden s kapacitou 150 pokojů, ten disponuje 4 pokoji s výhledem na hřiště a tribuny

## Možné zvětšení stadionu
Poté, co se v prosinci 2023 stal majitelem Slavie Pavel Tykač, začal uvažovat o zvýšení kapacity stadionu. Vedení Slavie zvažovalo různé varianty. V listopadu 2024 oznámil předseda představenstva Slavia Jaroslav Tvrdík, že rekonstruovaný stadion by mohl stát v roce 2030 a kapacitu by mohl mít 30 až 40 tisíc návštěvníků. Tykač zmínil rok 2035 a nevyloučil ani možnost zbourání stávajícího stadionu a postavení nového s kapacitou 50 tisíc lidí.

## Využití

### Fotbal
Stadion je domácím hřištěm pro mužský A-tým SK Slavia Praha a hrají se zde všechny jeho domácí zápasy.
V sezonách 2010/11 a 2011/12 byl stadion také domovským stánkem pro tým Bohemians 1905, který kvůli nevyhovujícím podmínkám nemohl hrát na svém stadionu v Ďolíčku. Podle původních plánů se měl tým Bohemians do Edenu přestěhovat trvale a stadion se Slavií sdílet.

#### Česká fotbalová reprezentace
Eden je jedním ze stadionů, které pravidelně hostí domácí zápasy České fotbalové reprezentace. Předurčuje jej k tomu poloha v centru Prahy i fakt, že je jedním z nejmodernějších fotbalových stánků a má největší kapacitu v Česku.
Ihned po dokončení výstavby Eden převzal část utkání reprezentace od letenského stadionu Sparty a dnes se s ním dělí o nejvýznamnější reprezentační utkání. První zápas zde sehrála reprezentace krátce po otevření, 27. května 2008 proti Litvě. Přátelské utkání skončilo výhrou českého výběru 2:0.
Česká fotbalová reprezentace zde hrála tyto zápasy:
| Přátelské 27. května 2008 | Česko           | 2 : 0  | Litva | Praha                                                          |  |  |
|                           | Koller 39', 62' | Report |       | Stadion: Stadion Eden Diváci: 14 220 Rozhodčí: Vladimír Hrinak |  |  |
|                           |                 |        |       |                                                                |  |  |

| Kvalifikace MS 2010 14. října 2009 | Česko | 0 : 0  | Severní Irsko | Praha                                                            |  |  |
|                                    |       | Report |               | Stadion: Synot Tip Aréna Diváci: 8 002 Rozhodčí: Vladimír Hrinak |  |  |
|                                    |       |        |               |                                                                  |  |  |

| Kvalifikace ME 2012 8. října 2010 | Česko      | 1 : 0  | Skotsko | Praha                                                        |  |  |
|                                   | Hubník 69' | Report |         | Stadion: Synot Tip Aréna Diváci: 19 000 Rozhodčí: Ivan Bebek |  |  |
|                                   |            |        |         |                                                              |  |  |

| Kvalifikace MS 2014 6. září 2013 | Česko       | 1 : 2  | Arménie                      | Praha                                                       |  |  |
| 18:00 SELČ                       | Rosický 70' | Report | Mkrtčjan 31' Ghazarjan 90+2' | Stadion: Eden Aréna Diváci: 17 528 Rozhodčí: Antony Gautier |  |  |
|                                  |             |        |                              |                                                             |  |  |

| Přátelské 5. března 2014 | Česko                 | 2 : 2  | Norsko                       | Praha                                 |  |  |
|                          | Rosický 11' Vydra 39' | Report | Elyounoussi 21' Pedersen 88' | Diváci: 17 039 Rozhodčí: Cüneyt Cakir |  |  |
|                          |                       |        |                              |                                       |  |  |

| Kvalifikace ME 2016 28. března 2015 | Česko     | 1 : 1  | Lotyšsko      | Praha                                   |  |  |
|                                     | Pilař 90' | Report | Višņakovs 30' | Diváci: 13 722 Rozhodčí: Javier Estrada |  |  |
|                                     |           |        |               |                                         |  |  |

| Přátelské 5. března 2016 | Česko     | 1 : 2  | Jižní Korea                | Praha                                     |  |  |
|                          | Suchý 46' | Report | Pit-karam 26' Hjon-čun 40' | Diváci: 16 490 Rozhodčí: Daniel Stefanski |  |  |
|                          |           |        |                            |                                           |  |  |

| Kvalifikace MS 2018 11. listopadu 2016 | Česko                   | 2 : 1  | Norsko   | Praha                                |  |  |
|                                        | Krmenčík 11' Zmrhal 47' | Report | King 87' | Diváci: 16 411 Rozhodčí: Bas Nijhuis |  |  |
|                                        |                         |        |          |                                      |  |  |

| Kvalifikace MS 2018 1. září 2017 | Česko      | 1 : 2  | Německo               | Praha                                    |  |  |
|                                  | Darida 78' | Report | Werner 4' Hummels 88' | Diváci: 18 093 Rozhodčí: Sergej Karasjov |  |  |
|                                  |            |        |                       |                                          |  |  |

| Přátelské 26. března 2019 | Česko       | 1 : 3  | Brazílie                           | Praha                                                           |  |  |
|                           | Pavelka 37' | Report | Firmino 49' Gabriel Jesus 83', 90' | Stadion: Sinobo Stadium Diváci: 19 116 Rozhodčí: Ovidiu Hațegan |  |  |
|                           |             |        |                                    |                                                                 |  |  |

| Kvalifikace ME 2020 11. října 2019 | Česko                  | 2 : 1  | Anglie         | Praha                                                          |  |  |
|                                    | Brabec 9' Ondrášek 85' | Report | Kane 5' (pen.) | Stadion: Sinobo Stadium Diváci: 18 651 Rozhodčí: Damir Skomina |  |  |
|                                    |                        |        |                |                                                                |  |  |

| Kvalifikace MS 2022 27. března 2021 | Česko      | 1 : 1  | Belgie     | Praha                                                      |  |  |
|                                     | Provod 50' | Report | Lukaku 60' | Stadion: Sinobo Stadium Diváci: 0 Rozhodčí: William Collum |  |  |
|                                     |            |        |            |                                                            |  |  |

| Kvalifikace MS 2022 8. října 2021 | Česko                    | 2 : 2  | Wales                | Praha                                                          |  |  |
|                                   | Pešek 38' Ward 49' (vl.) | Report | Ramsey 36' James 69' | Stadion: Sinobo Stadium Diváci: 16 856 Rozhodčí: Deniz Aytekin |  |  |
|                                   |                          |        |                      |                                                                |  |  |

| Liga národů skupina A 2 2. června 2022 | Česko                    | 2 : 1  | Švýcarsko  | Praha                                                                             |  |  |
|                                        | Kuchta 11' Sow 58' (vl.) | Report | Okafor 44' | Stadion: Sinobo Stadium Diváci: 12 236 Rozhodčí: Daniel Siebert / Harm Osmers 75' |  |  |
|                                        |                          |        |            |                                                                                   |  |  |

| Liga národů skupina A 2 5. června 2022 | Česko               | 2 : 2  | Španělsko               | Praha                                                              |  |  |
|                                        | Pešek 4' Kuchta 66' | Report | Gavi 45+3' Martínez 90' | Stadion: Sinobo Stadium Diváci: 18 245 Rozhodčí: François Letexier |  |  |
|                                        |                     |        |                         |                                                                    |  |  |

| Liga národů skupina A 2 24. září 2022 | Česko | 0 : 4  | Portugalsko                             | Praha                                                           |  |  |
| 20:45 SELČ                            |       | Report | Dalot 33', 52' Fernandes 45+2' Jota 82' | Stadion: Fortuna Arena Diváci: 19 322 Rozhodčí: Srđan Jovanović |  |  |
|                                       |       |        |                                         |                                                                 |  |  |

| Kvalifikace ME 2024 24. března 2023 | Česko                            | 3 : 1  | Polsko        | Praha                                                              |  |  |
| 20:45 SELČ                          | Krejčí 1' Čvančara 3' Kuchta 63' | Report | 87' Szymanski | Stadion: Fortuna Arena Diváci: 19 045 Rozhodčí: Tasos Sidiropoulos |  |  |
|                                     |                                  |        |               |                                                                    |  |  |

| Kvalifikace ME 2024 7. září 2023 | Česko     | 1 : 1  | Albánie     | Praha                                                          |  |  |
| 20:45 SELČ                       | 56' Černý | Report | 66' Bajrami | Stadion: Fortuna Arena Diváci: 18 641 Rozhodčí: Anthony Taylor |  |  |
|                                  |           |        |             |                                                                |  |  |

| Liga národů skupina B 1 10. září 2024 | Česko                           | 3 : 2  | Ukrajina              | Praha                                                       |  |  |
| 20:45 SELČ                            | Šulc 21', 45' Souček 80' (pen.) | Report | Vanat 37' Sudakov 84' | Stadion: Fortuna Arena Diváci: 18 722 Rozhodčí: John Beaton |  |  |
|                                       |                                 |        |                       |                                                             |  |  |

#### Jiné významné zápasy
V květnu 2011 stadion poničili rozčílení fanoušci Slavie, poté co Slavia nedostala profesionální licenci a tehdejší ředitel klubu nedokázal fanouškům vysvětlit, jak hodlá tuto situaci řešit. Škoda na stadionu byla vyčíslena na 700 000 korun.
Dne 30. srpna 2013 se na stadionu hrál duel o Superpohár UEFA 2013, což bylo poprvé od zavedení jednozápasového formátu této soutěže, kdy se zápas konal jinde než v Monaku. V zápase, ve kterém se utkal německý FC Bayern Mnichov a anglický Chelsea FC, zvítězil až v penaltovém rozstřelu Bayern, když základní hrací doba skončila 1:1 a i v prodloužení vstřelil každý tým jeden gól.
V roce 2014 se v Edenu konal finálový zápas Poháru České pošty mezi AC Sparta Praha a FC Viktoria Plzeň. Zápas skončil v základní hrací době 2:2, o vítězi tedy rozhodl penaltový rozstřel, ve kterém zvítězila Sparta. Kvůli výtržnostem fanoušků v předešlých utkáních, sporům fanoušků s fotbalovým svazem a zejména jeho předsedou Miroslavem Peltou a následným obavám z výtržností při tomto finále se svaz rozhodl výrazně omezit prodej vstupenek na toto utkání, takže fanoušci obou týmů měli přístup pouze do sektorů za brankami. Při samotném zápase pak proti tomuto omezení fanoušci protestovali tím, že prvních 30 minut nefandili; zbytek zápasu pak proběhl bez incidentů, až po penaltovém rozstřelu někteří fanoušci Sparty vběhli na hrací plochu a od předávacího ceremoniálu je musela oddělit policie.
V červnu 2015 stadion hostil část zápasů Mistrovství Evropy ve fotbale hráčů do 21 let, hrála se zde tři z šesti utkání pražské skupiny A a finále, ve kterém na penalty zvítězilo Švédsko nad Portugalskem.
V červnu 2023 stadion hostil finále Evropské konferenční ligy UEFA 2022/2023 mezi ACF Fiorentina (s českým zástupcem Antonínem Barákem, jenž do zápasu nastoupil na poslední minutu) a West Ham United (s českými zástupci Tomášem Součkem a Vladimírem Coufalem, kteří odehráli celý zápas). Utkání skončilo 1:2 ve prospěch anglického celku. Tisíce fanoušků obou týmů kvůli nízké kapacitě stadionu zaplavily ulice Prahy.

### Další sportovní akce

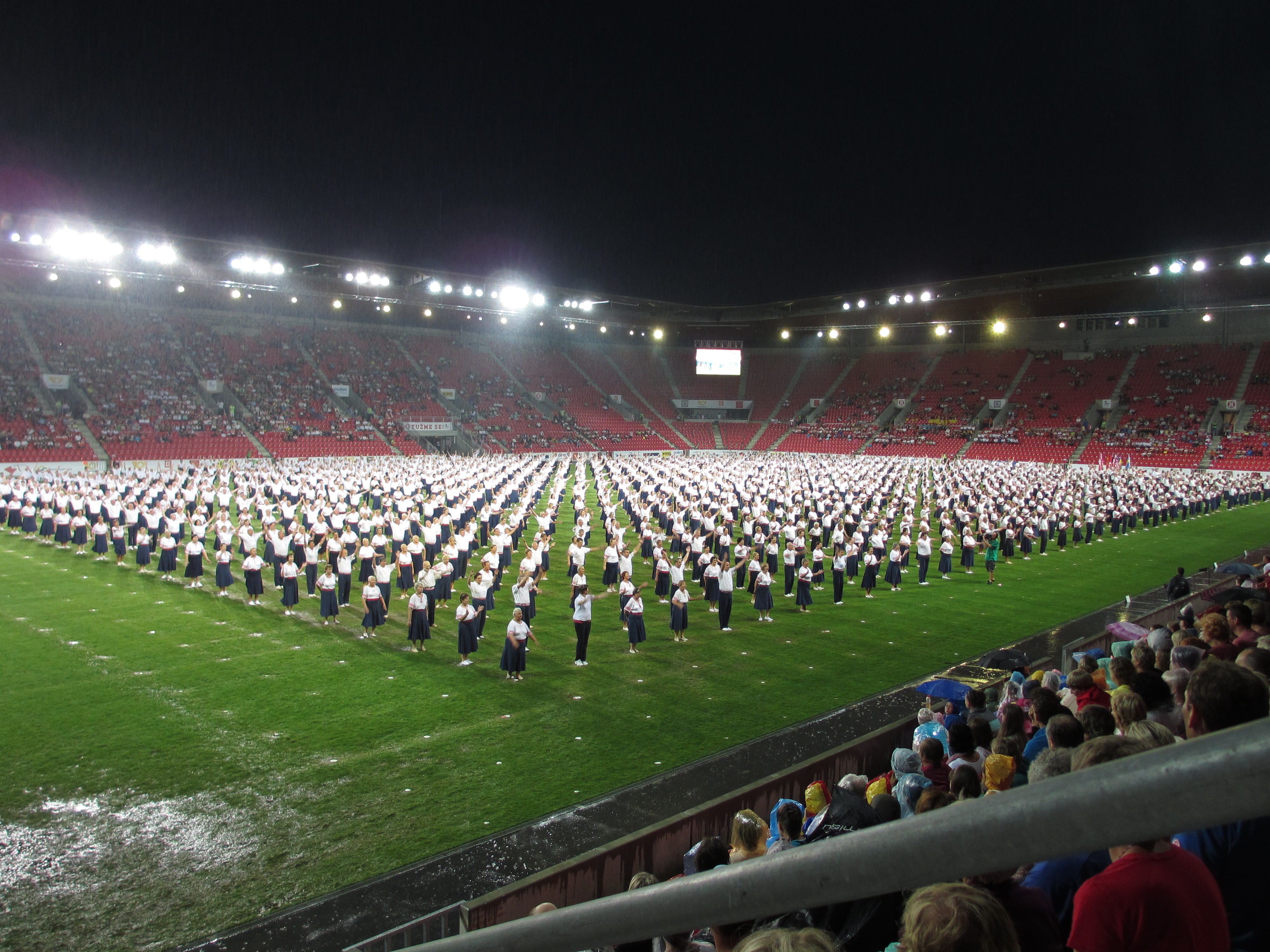
Sestava v rámci Všesokolského sletu

Vedle fotbalu se na stadionu konají i některé další významné sportovní akce. Pravidelně se zde koná finále České ligy amerického fotbalu, několikrát se zde konalo finále české ragbyové extraligy.
V roce 2009 se na stadionu hrálo finále a zápas o třetí místo mistrovství světa žen v lakrosu. V zápase o třetí místo porazila Kanada Anglii 14:9, zlato vyhrály Američanky nad Australankami 8:7.
V letech 2012 a 2018 se na stadionu konala hromadná cvičení všesokolského sletu.
V roce 2025 se na stadionu bude konat zápas Oktagonu MMA.

### Koncerty
Díky dobré akustice je vyhledávána pořadateli zejména pro koncerty v letním období.[zdroj?] Stadion však nedostal kolaudační povolení na pořádání koncertů, neboť není pro takové účely dostatečně odhlučněn. Pořádané koncerty tak obvykle porušují hlukové limity a po 22. hodině noční klid, načež jsou pořadatelé sankcionováni pokutami.
Jako první otestovala arénu metalová kapela Metallica necelý měsíc po otevření, 3. 6. 2008. Skupina se sem vrátila i o pět let později, 7. 5. 2012. Dále zde proběhly koncerty Iron Maiden (8. 8. 2008, 29. 6. 2013, 5. 7. 2016 a 20. 6. 2022) R.E.M. (17. 8. 2008), Depeche Mode (25. 6. 2009, 27. 7. 2013 a 24. 5. 2017), Pink (20. 7. 2010), Red Hot Chili Peppers (27. 8. 2012), Bruce Springsteena (11. 7. 2012), Coldplay (16. 9. 2012), Bon Jovi (24. 6. 2013), Rammstein (28. a 29. 5. 2017, 16. a 17. 7. 2019), Kabát (22. 6. 2019) a Marka Ztraceného (16. 6., 17. 6. a 18. 6. 2023), Elán (6. 6. 2025), Ben Cristovao (7. 6. 2025), Ewa Farna (13. 6. 2026), Helena Vondráčková (19. 6. 2027)